# Estación de Blaisy-Bas
La estación de Blaisy-Bas es una estación ferroviaria francesa de la línea París - Marsella, situada en la comuna de Blaisy-Bas, en el departamento de Côte-d'Or, en la región de Borgoña. Por ella transitan únicamente trenes regionales.

## Situación ferroviaria
La estación se encuentra en un tramo desdoblado, de gran capacidad, de la línea férrea París-Marsella (PK 287,927). Este tramo desdoblado concluye precisamente a la altura de la estación ya que a escasos metros de la misma se encuentra el túnel de Blaisy-Bas (4112 metros) por el que sólo transitan dos vías dado que data de 1850 y el desdoblamiento posterior hubiera obligado a construir un nuevo túnel. 
Superado el túnel, que marca el punto más alto de la línea París-Marsella (417 metros de altura), los trenes deben superar el viaducto de Malain (195 metros) y el túnel de Malain (329 metros), en un tramo del trazado que resulta especialmente tortuoso hasta su llegada a Dijon. 

## Descripción
El edificio de viajeros, que no se sitúa frente a los andenes se encuentra cerrado y los viajeros tienen que acceder a los dos andenes centrales sin pasar por él. Cuatro son las vías que encuadran los mismos. 

## Servicios ferroviarios

### Regionales
Los TER Borgoña enlazan las siguientes ciudades:
- Línea Les Laumes-Alésia - Dijon.
- Línea Auxerre  - Dijon.